# Phygadeuon scabrosus
Phygadeuon scabrosus är en stekelart som först beskrevs av Léon Abel Provancher 1874.  Phygadeuon scabrosus ingår i släktet Phygadeuon och familjen brokparasitsteklar. Inga underarter finns listade i Catalogue of Life.